# Kepler-62
Kepler-62 – układ planetarny składający się z pięciu znanych planet odkryty w 2013 przez Kosmiczny Teleskop Keplera; gwiazdę centralną układu stanowi pomarańczowy karzeł. Układ położony jest w gwiazdozbiorze Lutni i oddalony jest o 1200 lat świetlnych od Ziemi.
Dwie z planet układu należą do typu superziemi i znajdują się w ekosferze. Jedna z tych planet, Kepler-62f jest o jedynie 40% większa od Ziemi i w momencie jej odkrycia była to najbliższa rozmiarem Ziemi planeta pozasłoneczna znajdująca się w ekosferze jej gwiazdy.

## Nazwa i odkrycie
Układ planetarny został odkryty w ramach misji Kepler, skąd pochodzi jego nazwa, numer „62” oznacza, że jest to sześćdziesiąty drugi obiekt tego typu skatalogowany w ramach tej misji. Planety układu zostały odkryte metodą tranzytową.

## Charakterystyka

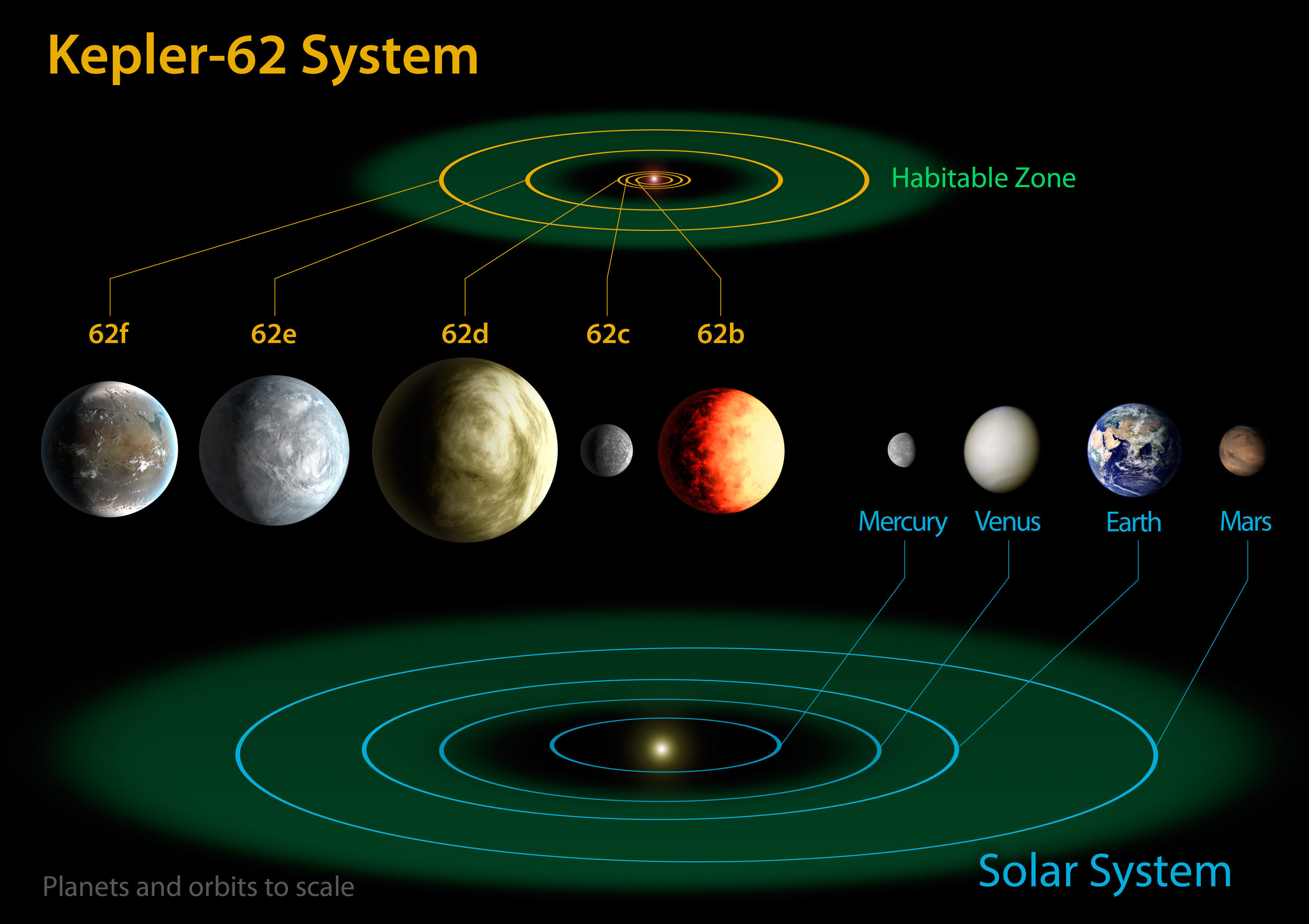
Orbity planet układu Kepler-62 w porównaniu do wewnętrznego Układu Słonecznego

### Gwiazda
Gwiazda centralna układu, skatalogowana wcześniej jako 2MASS J18525105+4520595, jest mniejsza i chłodniejsza od Słońca. Gwiazda należy do typu pomarańczowych karłów (typ widmowy K2V). Jej promień wynosi około 62% R☉, a jej masa około 69% M☉. Jej jasność stanowi zaledwie jedną piątą jasności Słońca, a temperatura powierzchni wynosi około 4925 ± 70 K. Wiek gwiazdy wynosi siedem miliardów lat, czyli jest ona sporo starsza od Słońca, położona jest w gwiazdozbiorze Lutni i odległa o około 1200 lat świetlnych od Ziemi.

### Układ planetarny
Układ planetarny składa się z pięciu planet, z czego dwie znajdują się w ekosferze, co oznacza, że na ich powierzchni mogą panować odpowiednie warunki do powstania życia podobnego do życia istniejącego na Ziemi. Planeta Kepler-62f jest o 40% większa od Ziemi, co czyni ją, w momencie ogłoszenia jej odkrycia, najbardziej zbliżoną rozmiarem do Ziemi planetą znajdującą się w ekosferze jej gwiazdy. Kepler-62f jest także najprawdopodobniej planetą skalistą. Inna planeta, Kepler-62e, jest o około 60% większa od Ziemi i orbituje wokół swej gwiazdy na wewnętrznej granicy ekosfery. Zakładając, że na tych planetach istnieje atmosfera podobna do ziemskiej, to temperatura ich powierzchni wynosiłaby około 30 °C (62e) i -28 °C (62f). Wnioskując z ich rozmiaru, są to najprawdopodobniej planety oceaniczne
Średnice wszystkich planet, począwszy od najbliższej słońca do najdalszej, wynoszą odpowiednio 1,31, 0,54, 1,95, 1,61 i 1,41 promienia Ziemi. Masy planet nie zostały dokładnie określone i podane są w przybliżeniu ich maksymalne teoretycznie wyliczone wartości.